# Saint-Pandelon
Saint-Pandelon è un comune francese di 816 abitanti situato nel dipartimento delle Landes nella regione della Nuova Aquitania.

## Società

### Evoluzione demografica
Abitanti censiti